# قائد یوسف محمد
قائد یوسف محمد (عربی: قائد يوسف محمد؛ زادهٔ ۲۳ ژوئیهٔ ۱۹۸۴) بازیکن فوتبال اهل بریتانیا است.
از باشگاه‌هایی که در آن بازی کرده‌است می‌توان به باشگاه فوتبال فارست گرین راورز، باشگاه فوتبال چلتنهام تاون، باشگاه فوتبال نورث‌همپتون تاون، باشگاه فوتبال ایستلی، باشگاه فوتبال تاموورث، باشگاه فوتبال پورت ویل، باشگاه فوتبال تورکی یونایتد، باشگاه فوتبال بریستول راورز، باشگاه فوتبال ای‌اف‌سی ویمبلدون، باشگاه فوتبال آکرینگتون استنلی، باشگاه فوتبال سوئیندون تاون و باشگاه فوتبال نیوپورت کانتی اشاره کرد.